# Словенський гірський музей
Словенський гірський музей (словен. Slovenski planinski muzej) — заклад, присвячений альпінізму, розташований у поселенні Мойстрана. Відкритий 7 серпня 2010 тодішнім президентом Словенії Данілом Тюрком у 115-ту річницю відкриття Альяжевого стовпа на Триглаві.

## Історія
Ідея створення гірського музею виникла з появою та розвитком альпінізму у Словенії; перші згадки про «гірський музей» можна віднайти в одному з видань «Гірського вісника» (словен. Planinski vestnik) за 1901. Потреба в гірському музеї викристалізувалася з усвідомлення ролі та значення гірської діяльності для національного самовизначення словенців. Під час Першої світової війни ідея створення музею була тимчасово відкинута; повернення до неї відбулося в період «інтербелуму» у 1932, коли на ринку в Любляні була організована виставка, присвячена гірському туризму.
Після завершення Другої світової війни відбулися пожвавлення у сфері гірського туризму, були відновлені гірські притулки. Після 1950 було проведено більше (у порівнянні з попередніми періодами) виставок на гірську тематику. Найбільш організовано займалися цим питанням у Єсениці (Верхня Крайна). Після 1970 діяльність по створенню музею перемістилася в Мойстрану, де весь процес очолив Август Делавець. На основі зібраних матеріалів проводилися експозиції у Верхній Крайні та по всій Словенії.
Постійна музейна експозиція існує з 1984 як Триглавські музейні збори в Мойстрані.

### 1996—2010
- 1996 — підписано ухвалу щодо намірів побудови Словенського гірського музею в Мойстрані між поселенням Кранська Гора, Словенською гірською спілкою та гірським товариством Дов'є — Мойстрана. Пізніше до ухвали приєдналися Національний інститут Триглавський парк та музей Верхньої Сави в Єсенице.
- 2002 — Кранська Гора підготувала необхідні фінанси для купівлі земельної ділянки для Словенського гірського музею; також було проведено тендер на проект майбутньої будівлі музею та обрано переможця.
- 2006 — отримано дозвіл на будівельні роботи, які почала проводити норвезька компанія EEA Grants та які, однак, завершилися невдачею.
- 2007 — втілення проекту-переможця із залученням коштів європейських структурних фондів та за сприяння Міністерства місцевого самоврядування. Завершення переговорів з Міністерством культури щодо часткового співфінансування проекту. 24 серпня 2007 прем'єр Янез Янша заклав наріжний камінь.
- 7 серпня 2010 — президент Словенії (тодішній) Даніло Тюрк урочисто відкрив музей.

## Колекції

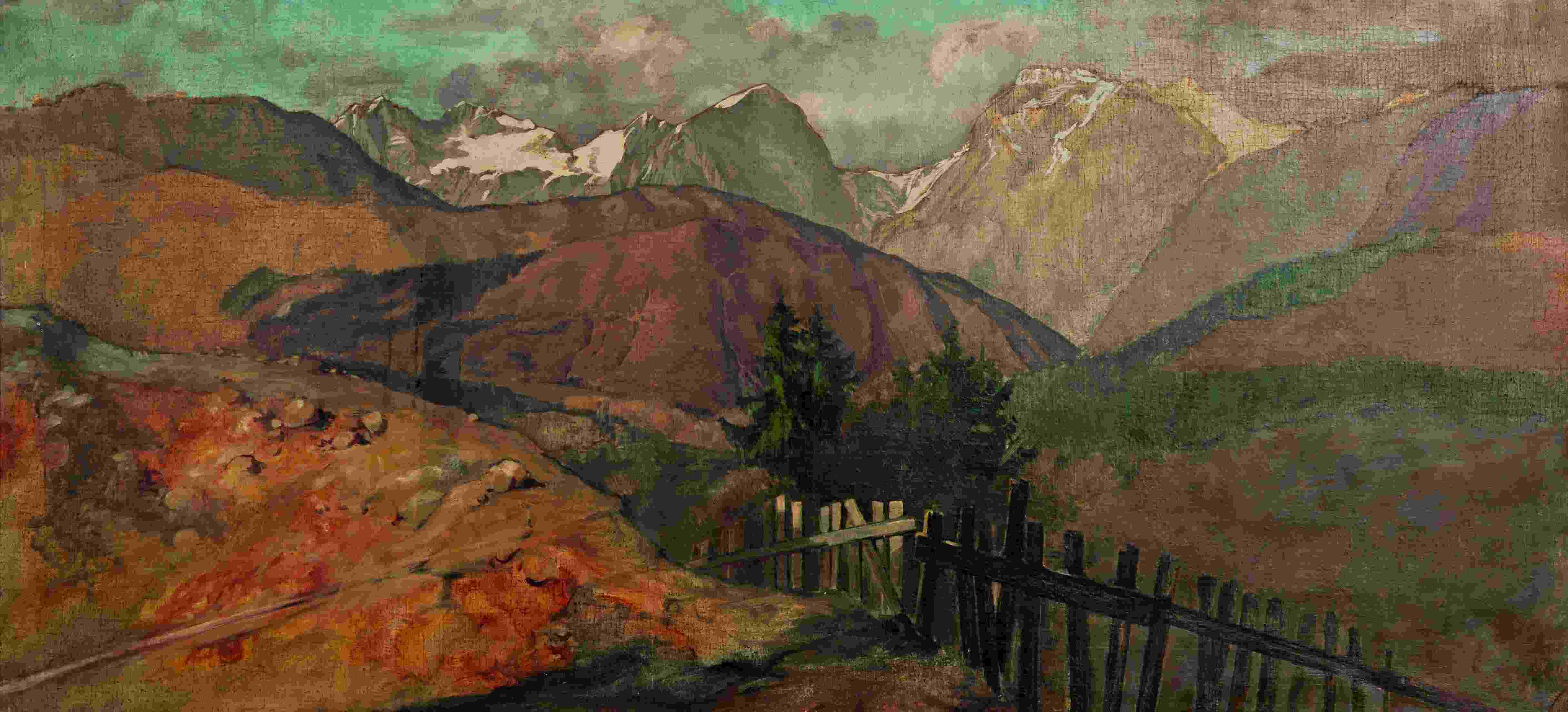
Стане Кудерман, Камницькі гори (1938-1940)

Більшу частину музейних експонатів складають документи та об'єкти з усієї території Словенії, надані йому у свій час музеєм Триглава. У розпорядженні музею знаходиться більше 3500 об'єктів, з них майже півтисячі доступні для перегляду відвідувачами. В музейних сховищах зберігаються архівні матеріали, старі поштові листівки та фотографії, а також гірські журнали — від перших випусків до сучасності. Бібліотека музею зберігає більше 1000 публікацій, призначених кураторам та дослідникам, що вивчають історію гір. Також у музеї є збірка документальних та художніх фільмів.